# Robotbåt

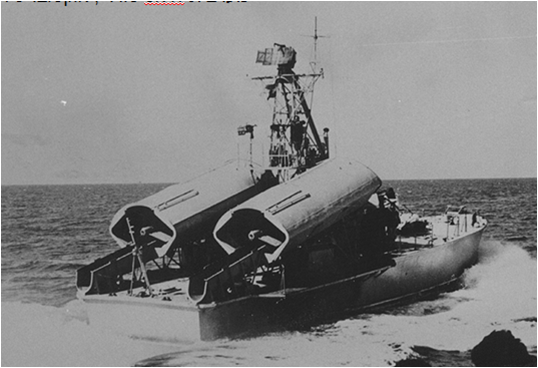
De första robotbåtarna, Sovietunionens Projekt 183R, var baserade på torpedbåtar och bar två robotar av typ P-15 Termit.

Robotbåt är en typ av örlogsfartyg. Robotbåtarna används främst för anfalls-, spanings-, övervaknings- samt eskortuppdrag och kan bekämpa mål på långa avstånd (Ofta över 75km) med sjömålsrobotar. 
Det som karaktäriserar en robotbåt är relativt liten storlek (Under cirka 60 meter, ofta ännu mindre), litet deplacement (Under cirka 600 ton, ofta ännu lägre), hög maxfart (Över 30 knop, ofta ännu högre), avsaknaden av sensorer och beväpning för ubåtsjakt, huvudbeväpning bestående av sjömålsrobotar, lätta kanoner och begränsad luftvärnsbeväpning. Den stora skillnaden mot en korvett är att den senare är större och har mer allsidig beväpning.
De var internationellt populära på 70- och tidigare delen av 80-talet men erfarenheter under 80-talets slut och 90-talets början då formationer av robotbåtar vid flera tillfällen besegrades fullständigt av flygstridskrafter beväpnade med sjömålsrobotar och precisionsvapen ledde till en omvärdering.[källa behövs] Möjligtvis berodde de nederlag som förekom på bristfällig doktrin men faktum kvarstod att robotbåtar var chanslösa när de mötte flygstridskrafter i strid. Avsaknaden av kvalificerad luftvärnsbeväpning var orsaken, där robotbåtarna enbart hade sitt artilleri tillgängligt för bekämpning av luftmål. Numera beväpnas åtminstone västerländska robotbåtar oftast med åtminstone någon form av robotbaserat luftvärn, som amerikansk-tyska Rolling airframe missile, franska Matra Mistral eller israeliska Barak. 
Avsaknaden av kvalificerat luftvärn gör att deras lämplighet som eskortfartyg kan ifrågasättas, särskilt med den stora proliferation av sjömålsrobotar som skett de sista årtiondena.

## Robotbåtar i Sverige

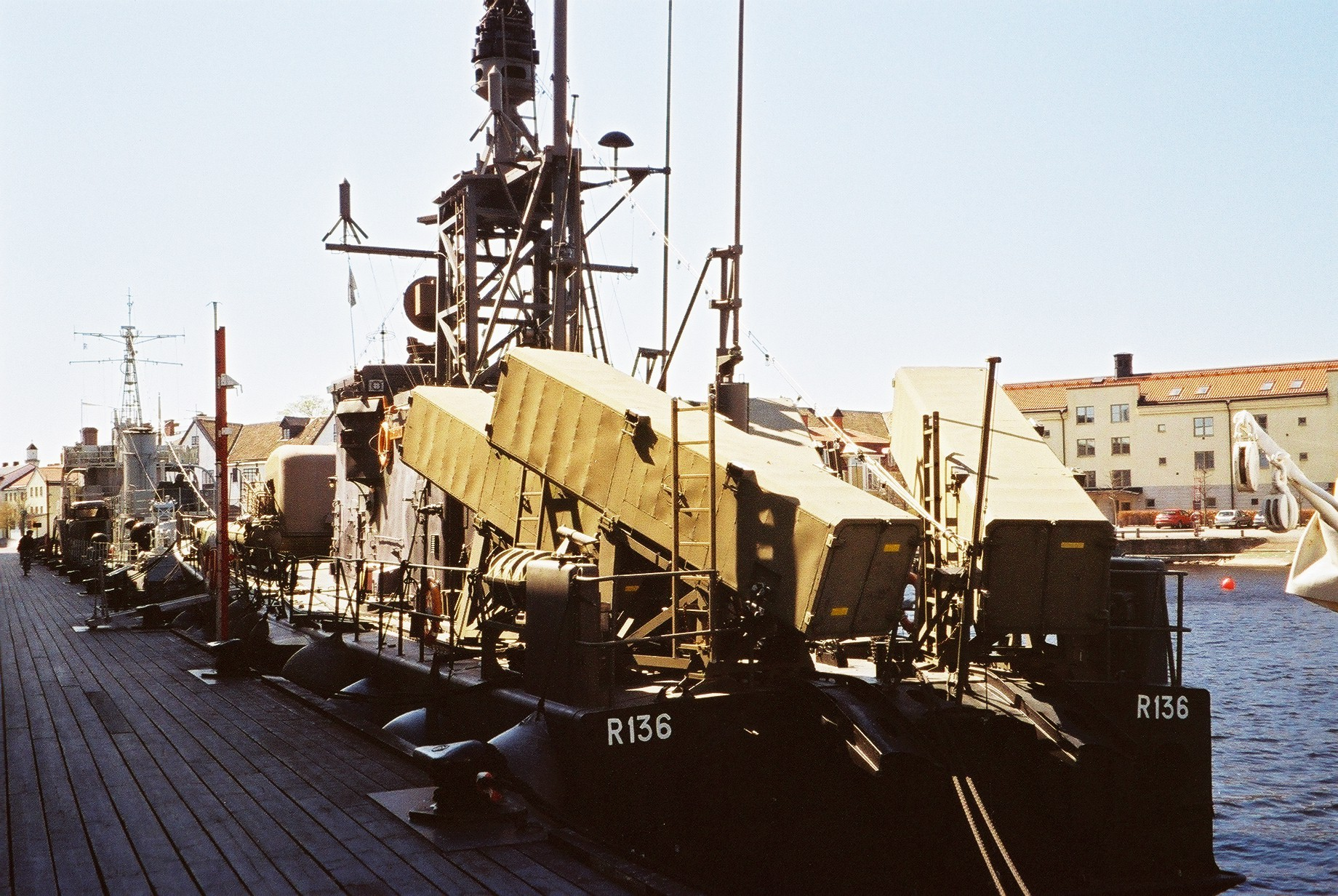
Robotbåten HMS Västervik vid Marinmuset i Karlskrona.

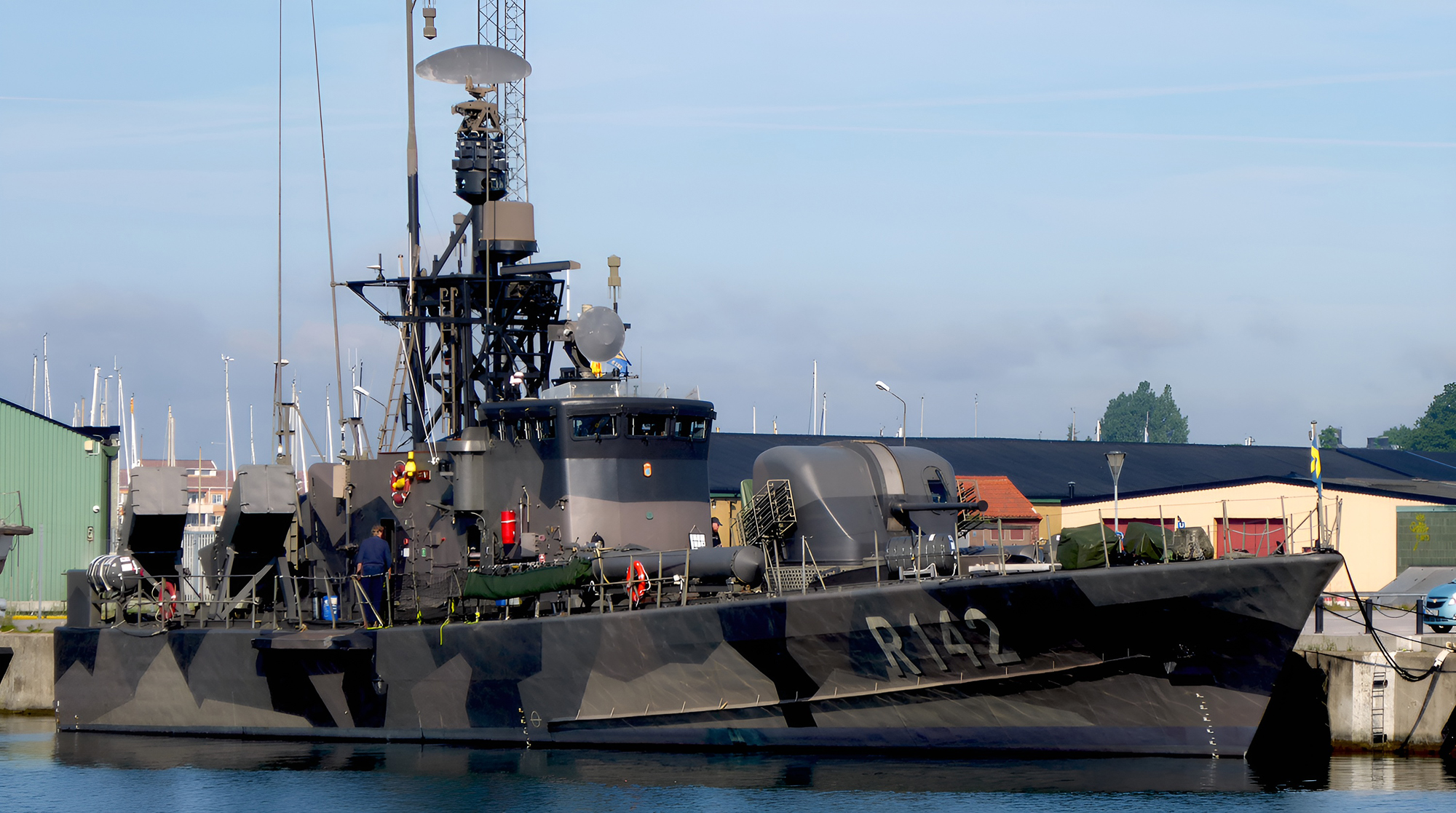
Robotbåten HMS Ystad (T142/R142) på besök i Ystad 15 juni 2017.

Tolv fartyg av klassen Norrköping (Spica II) byggdes 1971–1976 som torpedbåtar, men modifierades på 1980-talet till att på halvdäck föra åtta stycken Robot 15 i ställ om två. Dessa fartyg har av Försvarsmakten efterhand utrangerats på grund av ändrad inriktning och bristande ekonomi. De sista två operativa robotbåtarna i svenska flottan, HMS Norrköping och HMS Ystad, utrangerades 1 september 2005. Idag finns HMS Västervik på Marinmuseum i Karlskrona och är öppen för besök av allmänheten, samt HMS Ystad som tillhör Sjöhistoriska museet och har bevarats i körbart skick av den ideella föreningen Svenska Robotbåtar.
- R131 HMS Norrköping
- R132 HMS Nynäshamn
- R133 HMS Norrtälje
- R134 HMS Varberg
- R135 HMS Västerås
- R136 HMS Västervik
- R137 HMS Umeå
- R138 HMS Piteå
- R139 HMS Luleå
- R140 HMS Halmstad
- R141 HMS Strömstad
- R142 HMS Ystad